# Lev Kopelev
Lev Zinovievitch Kopelev (en russe : Лев Зиновьевич Копелев), né le 9 avril 1912 à Kiev et mort le 18 juin 1997, est un écrivain et dissident soviétique.

## Formation
Kopelev est né en 1912 à Kiev, dans une famille juive qui s'installe à Kharkov en 1926. Il fait d'abord des études de philosophie à université de Kharkov, où il a commencé à écrire les articles en russe et en ukrainien ; puis d'allemand à l’Institut des langues étrangères de Moscou en 1935.

## Seconde Guerre mondiale
Engagé volontaire en 1941 pour servir dans l'Armée rouge pendant la guerre avec l'Allemagne, il sert notamment en qualité d’interprète et d'officier de propagande.
Capitaine en 1945, il est dégoûté par le comportement des troupes soviétiques en Prusse-Orientale qui violent massivement les Allemandes. Kopelev n’hésite pas à faire part de ses critiques ; dénoncé, il est alors arrêté par le SMERSH et condamné à dix ans de Goulag pour « propagation d'humanisme bourgeois et pitié envers l’ennemi ».

## Dissidence
Dans les camps, Kopelev rencontre Alexandre Soljenitsyne, qui s'inspira de lui pour le personnage de Lev Roubine (ou Rubin) dans Le Premier Cercle de Soljenitsyne. Relâché en 1954 (après la mort de Staline) et réhabilité en 1956, il croit encore dans l’idéal communiste et est même membre du Parti communiste. Il rencontre l’éditeur Alexandre Tvardovski et le convainc de publier le roman Une journée d'Ivan Denissovitch de Soljénitsyne.
À partir de 1968, il participe activement au mouvement des droits de l’homme. Cette même année, il est renvoyé de l’Institut de polygraphie et de l’Institut de l’histoire de l’art, dans lesquels il enseignait. Il est également exclu du Parti communiste et de l’Union des écrivains pour avoir signé une lettre de protestation contre les persécutions des dissidents, soutenu publiquement Andreï Siniavski et Iouli Daniel, protesté contre l’expulsion de Soljenitsyne de l’Union des écrivains et dénoncé l’invasion soviétique en Tchécoslovaquie. En 1977, il perd le droit d’enseigner et d’être publié.

## En Allemagne
En 1980, alors qu’il effectue un voyage d’étude en Allemagne de l'Ouest, sa citoyenneté soviétique lui est retirée. Il reste alors en Allemagne, où il obtient la citoyenneté d'honneur en 1981 et est professeur à l'Université bergeoise de Wuppertal (de). Il obtient le grade de docteur en philosophie à l’université de Cologne et obtient de nombreuses récompenses internationales. En 1990, Gorbatchev lui restaure sa citoyenneté soviétique. Il a reçu en 1991 le prix de la paix Erich-Maria-Remarque. Lev Kopelev décède en 1997 à Cologne ; il est enterré au cimetière du monastère Donskoï à Moscou.
Le Forum Lev Kopelev, organisme allemand, rend hommage depuis 1999 à des hommes, projets et organisations qui œuvrent dans l’esprit de l’écrivain et propagent des idées de compréhension mutuelle et de dialogue entre les pays, les peuples, les cultures.